# 龍洞院 (小牧市)
龍洞院（りゅうどういん）は、愛知県小牧市にある曹洞宗の寺院。

## 概要
山号は「北清山」。通称「野口観音」。

## 所在地
- 愛知県小牧市野口2460

## 交通手段
- こまき巡回バスの「老人福祉センター前」停留所下車、徒歩で約5分。